# 日本女子短期大学
日本女子短期大学（にほんじょしたんきだいがく）。は、神奈川県横浜市港北区川和町において1967年に設置計画のあった日本の私立短期大学である。

## 概要
- 神奈川県横浜市港北区において設置される予定のあった日本の私立短期大学[1]。
- 1966年12月頃、当時既に文部省[注釈 3]において提出された書類に設置認可の申請校の一つとして挙げられている[1]。
- 1学科で入学総定員100名体制を計画していた。しかし、結局は、開学できず[注釈 4][1]。
- 冒頭にも述べたように、日本女子体育短期大学とは別である[注釈 5][1]。

## 設置予定の学科
- 幼児教育科 入学定員100名[1]